# Papercuts (Singles Collection 2000–2023)
Papercuts (Singles Collection 2000–2023), także, w skrócie: Papercuts – kompilacja amerykańskiego zespołu muzycznego Linkin Park, wydana 12 kwietnia 2024 roku nakładem Warner Records i Machine Shop Recordings. Jest pierwszym w karierze zespołu wydawnictwem typu greatest hits. 
28 czerwca 2024 roku album ukazał się w wersji instrumentalnej.

## Opis
Album został zapowiedziany przez Linkin Park 23 lutego 2024 roku jako 20-utworowy przekrój najlepiej sprzedających się singli zespołu w minionych dwóch dekadach, z datą premiery wyznaczoną na 12 kwietnia 2024 roku. Zawiera takie ważne dla kariery zespołu utwory jak m.in. „Crawling”, „Bleed It Out”, „In the End”, „Burn It Down”, „Numb” i „Numb/Encore”, nagrany z udziałem Jaya-Z. Oprócz tego na wydawnictwie znalazły się trzy utwory stworzone podczas sesji związanych z nagrywaniem albumów studyjnych zespołu, które ostatecznie nie trafiły na te albumy: „Lost” (nie znalazł się na albumie Meteora z 2003 roku, 10 lutego 2023 roku został opublikowany w sieci wraz z animowanym teledyskiem, a następnie wydany na mającej premierę 7 kwietnia 2023 roku specjalnej edycji Meteory, przygotowanej na 20. rocznicę wydania tego albumu, Meteora20), „Qwerty” (nie znalazł się na albumie Minutes to Midnight z 2007 roku, w 2006 roku został zamieszczony na wydanym wyłącznie dla członków fan clubu Linkin Park, Linkin Park Underground, minialbumie Underground 6, a 26 kwietnia 2024 roku wydany w postaci singla w formacie digital download oraz opublikowany w sieci wraz z teledyskiem) i „Friendly Fire” (nie znalazł się na albumie One More Light z 2017 roku, w dniu zapowiedzi albumu Papercuts opublikowano go w sieci wraz z teledyskiem).

## Lista utworów
Opracowano na podstawie materiału źródłowego.
| Nr  | Tytuł utworu                | Producent                 | Album pochodzenia                               | Długość |
| --- | --------------------------- | ------------------------- | ----------------------------------------------- | ------- |
| 1.  | „Crawling”                  | Don Gilmore               | Hybrid Theory                                   | 3:29    |
| 2.  | „Faint”                     | Don Gilmore, Linkin Park  | Meteora                                         | 2:42    |
| 3.  | „Numb/Encore” (feat. Jay-Z) | Mike Shinoda              | Collision Course                                | 3:25    |
| 4.  | „Papercut”                  | Don Gilmore               | Hybrid Theory                                   | 3:05    |
| 5.  | „Breaking the Habit”        | Don Gilmore, Linkin Park  | Meteora                                         | 3:16    |
| 6.  | „In the End”                | Don Gilmore               | Hybrid Theory                                   | 3:36    |
| 7.  | „Bleed It Out”              | Mike Shinoda, Rick Rubin  | Minutes to Midnight                             | 2:44    |
| 8.  | „Somewhere I Belong”        | Don Gilmore, Linkin Park  | Meteora                                         | 3:34    |
| 9.  | „Waiting for the End”       | Mike Shinoda, Rick Rubin  | A Thousand Suns                                 | 3:51    |
| 10. | „Castle of Glass”           | Mike Shinoda, Rick Rubin  | Living Things                                   | 3:25    |
| 11. | „One More Light”            | Brad Delson, Mike Shinoda | One More Light                                  | 4:15    |
| 12. | „Burn It Down”              | Mike Shinoda, Rick Rubin  | Living Things                                   | 3:50    |
| 13. | „What I’ve Done”            | Mike Shinoda, Rick Rubin  | Minutes to Midnight                             | 3:25    |
| 14. | „Qwerty”                    | Mike Shinoda, Rick Rubin  | Underground 6                                   | 3:22    |
| 15. | „One Step Closer”           | Don Gilmore               | Hybrid Theory                                   | 2:37    |
| 16. | „New Divide”                | Mike Shinoda              | Transformers: Revenge of the Fallen – The Album | 4:29    |
| 17. | „Leave Out All the Rest”    | Mike Shinoda, Rick Rubin  | Minutes to Midnight                             | 3:29    |
| 18. | „Lost”                      | Don Gilmore, Linkin Park  | Meteora20                                       | 3:19    |
| 19. | „Numb”                      | Don Gilmore, Linkin Park  | Meteora                                         | 3:07    |
| 20. | „Friendly Fire”             | Brad Delson, Mike Shinoda | —                                               | 2:56    |
|     |                             |                           |                                                 | 1:07:56 |

## Notowania na listach przebojów
| Lista (2024)                                           | Pozycja |
| ------------------------------------------------------ | ------- |
| Australia (ARIA)                                       | 7       |
| Austria (Ö3 Austria Top 40)                            | 3       |
| Belgia (Ultratop Flandria)                             | 6       |
| Belgia (Ultratop Walonia)                              | 3       |
| Chorwacja (Top of the Shops)                           | 4       |
| Finlandia (Suomen virallinen lista)                    | 38      |
| Francja (SNEP)                                         | 2       |
| Hiszpania (Promusicae)                                 | 17      |
| Holandia (Album Top 100)                               | 13      |
| Japonia (Albums, Oricon)                               | 16      |
| Japonia (Combined Albums, Oricon)                      | 30      |
| Japonia (Rock Albums, Oricon)                          | 2       |
| Japonia (Hot Albums (Billboard Japan))                 | 11      |
| Kanada (Billboard Canadian Albums (Billboard))         | 8       |
| Niemcy (Offizielle Top 100)                            | 2       |
| Nowa Zelandia (Recorded Music NZ)                      | 2       |
| Polska (OLiS)                                          | 14      |
| Portugalia (AFP)                                       | 3       |
| Stany Zjednoczone (Billboard 200 (Billboard))          | 6       |
| Stany Zjednoczone (Top Rock Albums (Billboard))        | 2       |
| Stany Zjednoczone (Top Alternative Albums (Billboard)) | 2       |
| Stany Zjednoczone (Top Hard Rock Albums (Billboard))   | 1       |
| Szwajcaria (Alben Top 100)                             | 5       |
| Szwecja (Sverigetopplistan)                            | 10      |
| Węgry (Album Top 40 slágerlista)                       | 4       |
| Wielka Brytania (UK Albums Chart)                      | 4       |
| Włochy (FIMI)                                          | 11      |

| Lista (2024)             | Pozycja |
| ------------------------ | ------- |
| Japonia (Albums, Oricon) | 37      |

## Certyfikaty
| Region                | Certyfikat |
| --------------------- | ---------- |
| Francja (SNEP)        | złoto      |
| Wielka Brytania (BPI) | złoto      |
| Włochy (FIMI)         | złoto      |